# World Games 2017/Speedway
Bei den World Games 2017 wurde am 29. Juli 2017 ein Wettbewerb im Speedway durchgeführt.

## Modus
Die Fahrer traten immer zu dritt für ein Land an. Zu Beginn fanden 21 Vorläufe statt, so trat jede Nation mit je zwei Fahrer gegen jede der anderen Nation einmal an. Der Gewinner holte dabei drei Punkte für sein Land, der Zweite zwei Punkte und der Drittplatzierte einen Punkt. Nach der Vorrunde qualifizierte sich das Team, welches die meisten Punkte erzielt hatte für das Finale. Der Zweit- und Drittplatzierte ermittelten in einem Entscheidungsrennen den zweiten Finalisten.

## Ergebnisse

### Vorrunde

#### Tabelle Vorrunde
| Platz | Nation                 | Namen                                                | Punkte |
| ----- | ---------------------- | ---------------------------------------------------- | ------ |
| 1     | Australien             | Jason Doyle Max Fricke Chris Holder                  | 24     |
| 2     | Polen                  | Patryk Dudek Maciej Janowski Bartosz Zmarzlik        | 23     |
| 3     | Schweden               | Antonio Lindback Fredrik Lindgren Peter Ljung        | 20     |
| 4     | Deutschland            | Lukas Fienhage Kai Huckenbeck Erik Riss              | 17     |
| 5     | Russland               | Andrei Kudriashov Viktor Kulakov Emil Saytfudinov    | 16     |
| 6     | Dänemark               | Kenneth Bjerre Niels Kristian Iversen Michael Jensen | 15     |
| 7     | Vereinigtes Königreich | Danny King Robert Lambert Steve Worrall              | 11     |

|  | Qualifikation zum Finale   |
|  | Qualifikation zum Race-Off |

#### Vorlauf 1
Donnerstag, 29. Juli 2017 19:00 Uhr
| Platz | Land     | Athlet                 | Punkte |
| ----- | -------- | ---------------------- | ------ |
| 1     | Schweden | Fredrik Lindgren       | 3      |
| 2     | Danemark | Kenneth Bjerre         | 2      |
| 3     | Danemark | Niels Kristian Iversen | 1      |
| 4     | Schweden | Antonio Lindback       |        |

#### Vorlauf 2
Donnerstag, 29. Juli 2017 19:05 Uhr
| Platz | Land       | Athlet            | Punkte |
| ----- | ---------- | ----------------- | ------ |
| 1     | Australien | Jason Doyle       | 3      |
| 2     | Russland   | Emil Saytfudinov  | 2      |
| 3     | Australien | Chris Holder      | 1      |
| 4     | Russland   | Andrei Kudriashov |        |

#### Vorlauf 3
Donnerstag, 29. Juli 2017 19:10 Uhr
| Platz | Land        | Athlet           | Punkte |
| ----- | ----------- | ---------------- | ------ |
| 1     | Polen       | Bartosz Zmarzlik | 3      |
| 2     | Polen       | Maciej Janowski  | 2      |
| 3     | Deutschland | Kai Huckenbeck   | 1      |
| 4     | Deutschland | Erik Riss        |        |

#### Vorlauf 4
Donnerstag, 29. Juli 2017 19:15 Uhr
| Platz | Land                   | Athlet                 | Punkte |
| ----- | ---------------------- | ---------------------- | ------ |
| 1     | Vereinigtes Konigreich | Steve Worrall          | 3      |
| 2     | Danemark               | Niels Kristian Iversen | 2      |
| 3     | Danemark               | Michael Jensen         | 1      |
| 4     | Vereinigtes Konigreich | Robert Lambert         |        |

#### Vorlauf 5
Donnerstag, 29. Juli 2017 19:20 Uhr
| Platz | Land     | Athlet           | Punkte |
| ----- | -------- | ---------------- | ------ |
| 1     | Schweden | Antonio Lindback | 3      |
| 2     | Schweden | Fredrik Lindgren | 2      |
| 3     | Russland | Viktor Kulakov   | 1      |
| 4     | Russland | Emil Saytfudinov |        |

#### Vorlauf 6
Donnerstag, 29. Juli 2017 19:25 Uhr
| Platz | Land        | Athlet         | Punkte |
| ----- | ----------- | -------------- | ------ |
| 1     | Australien  | Jason Doyle    | 3      |
| 2     | Deutschland | Kai Huckenbeck | 2      |
| 3     | Australien  | Chris Holder   | 1      |
| 4     | Deutschland | Erik Riss      |        |

#### Vorlauf 7
Donnerstag, 29. Juli 2017 19:30 Uhr
| Platz | Land                   | Athlet           | Punkte |
| ----- | ---------------------- | ---------------- | ------ |
| 1     | Polen                  | Bartosz Zmarzlik | 3      |
| 2     | Vereinigtes Konigreich | Steve Worrall    | 2      |
| 3     | Polen                  | Patryk Dudek     | 1      |
| 4     | Vereinigtes Konigreich | Robert Lambert   |        |

#### Vorlauf 8
Donnerstag, 29. Juli 2017 19:35 Uhr
| Platz | Land     | Athlet            | Punkte |
| ----- | -------- | ----------------- | ------ |
| 1     | Danemark | Kenneth Bjerre    | 3      |
| 2     | Russland | Emil Sytfudinov   | 2      |
| 3     | Danemark | Michael Jensen    | 1      |
| 4     | Russland | Andrei Kudriashov |        |

#### Vorlauf 9
Donnerstag, 29. Juli 2017 19:40 Uhr
| Platz | Land       | Athlet           | Punkte |
| ----- | ---------- | ---------------- | ------ |
| 1     | Australien | Jason Doyle      | 3      |
| 2     | Schweden   | Antonio Lindback | 2      |
| 3     | Schweden   | Fredrik Lindgren | 1      |
| 4     | Australien | Chris Holder     |        |

#### Vorlauf 10
Donnerstag, 29. Juli 2017 19:45 Uhr
| Platz | Land                   | Athlet         | Punkte |
| ----- | ---------------------- | -------------- | ------ |
| 1     | Deutschland            | Erik Riss      | 3      |
| 2     | Deutschland            | Kai Huckenbeck | 2      |
| 3     | Vereinigtes Konigreich | Steve Worrall  | 1      |
| 4     | Vereinigtes Konigreich | Danny King     |        |

#### Vorlauf 11
Donnerstag, 29. Juli 2017 19:50 Uhr
| Platz | Land     | Athlet           | Punkte |
| ----- | -------- | ---------------- | ------ |
| 1     | Polen    | Bartosz Zmarzlik | 3      |
| 2     | Polen    | Maciej Janowski  | 2      |
| 3     | Danemark | Kenneth Bjerre   | 1      |
| 4     | Danemark | Michael Jensen   |        |

#### Vorlauf 12
Donnerstag, 29. Juli 2017 19:55 Uhr
| Platz | Land        | Athlet           | Punkte |
| ----- | ----------- | ---------------- | ------ |
| 1     | Deutschland | Kai Huckenbeck   | 3      |
| 2     | Schweden    | Antonio Lindback | 2      |
| 3     | Schweden    | Fredrik Lindgren | 1      |
| 4     | Deutschland | Erik Riss        |        |

#### Vorlauf 13
Donnerstag, 29. Juli 2017 20:00 Uhr
| Platz | Land     | Athlet           | Punkte |
| ----- | -------- | ---------------- | ------ |
| 1     | Polen    | Maciej Janowski  | 3      |
| 2     | Russland | Emil Saytfudinov | 2      |
| 3     | Russland | Viktor Kulakov   | 1      |
| 4     | Polen    | Bartosz Zmarzlik |        |

#### Vorlauf 14
Donnerstag, 29. Juli 2017 20:05 Uhr
| Platz | Land                   | Athlet        | Punkte |
| ----- | ---------------------- | ------------- | ------ |
| 1     | Australien             | Max Fricke    | 3      |
| 2     | Australien             | Jason Doyle   | 2      |
| 3     | Vereinigtes Konigreich | Steve Worrall | 1      |
| 4     | Vereinigtes Konigreich | Danny King    |        |

#### Vorlauf 15
Donnerstag, 29. Juli 2017 20:10 Uhr
| Platz | Land        | Athlet                 | Punkte |
| ----- | ----------- | ---------------------- | ------ |
| 1     | Danemark    | Michael Jensen         | 3      |
| 2     | Deutschland | Erik Riss              | 2      |
| 3     | Deutschland | Kai Huckenbeck         | 1      |
| 4     | Danemark    | Niels Kristian Iversen |        |

#### Vorlauf 16
Donnerstag, 29. Juli 2017 20:15 Uhr
| Platz | Land     | Athlet           | Punkte |
| ----- | -------- | ---------------- | ------ |
| 1     | Polen    | Bartosz Zmarzlik | 3      |
| 2     | Schweden | Antonio Lindback | 2      |
| 3     | Schweden | Fredrik Lindgren | 1      |
| 4     | Polen    | Maciej Janowski  |        |

#### Vorlauf 17
Donnerstag, 29. Juli 2017 20:20 Uhr
| Platz | Land                   | Athlet            | Punkte |
| ----- | ---------------------- | ----------------- | ------ |
| 1     | Russland               | Andrei Kudriashov | 3      |
| 2     | Russland               | Emil Sytfudinov   | 2      |
| 3     | Vereinigtes Konigreich | Steve Worrall     | 1      |
| 4     | Vereinigtes Konigreich | Robert Lambert    |        |

#### Vorlauf 18
Donnerstag, 29. Juli 2017 20:25 Uhr
| Platz | Land       | Athlet         | Punkte |
| ----- | ---------- | -------------- | ------ |
| 1     | Australien | Jason Doyle    | 3      |
| 2     | Australien | Max Fricke     | 2      |
| 3     | Danemark   | Michael Jensen | 1      |
| 4     | Danemark   | Kenneth Bjerre |        |

#### Vorlauf 19
Donnerstag, 29. Juli 2017 20:30 Uhr
| Platz | Land                   | Athlet           | Punkte |
| ----- | ---------------------- | ---------------- | ------ |
| 1     | Schweden               | Fredrik Lindgren | 3      |
| 2     | Vereinigtes Konigreich | Danny King       | 2      |
| 3     | Vereinigtes Konigreich | Steve Worrall    | 1      |
| 4     | Schweden               | Antonio Lindback | DSQ    |

#### Vorlauf 20
Donnerstag, 29. Juli 2017 20:35 Uhr
| Platz | Land        | Athlet            | Punkte |
| ----- | ----------- | ----------------- | ------ |
| 1     | Deutschland | Kai Huckenbeck    | 3      |
| 2     | Russland    | Andrei Kudriashov | 2      |
| 3     | Russland    | Viktor Kulakov    | 1      |
| 4     | Deutschland | Erik Riss         |        |

#### Vorlauf 21
Donnerstag, 29. Juli 2017 20:40 Uhr
| Platz | Land       | Athlet           | Punkte |
| ----- | ---------- | ---------------- | ------ |
| 1     | Polen      | Bartosz Zmarzlik | 3      |
| 2     | Australien | Max Fricke       | 2      |
| 3     | Australien | Jason Doyle      | 1      |
| 4     | Polen      | Maciej Janowski  | DSQ    |

#### Endstand Vorläufe
| Platz | Nation                 | Namen                                                | Punkte |
| ----- | ---------------------- | ---------------------------------------------------- | ------ |
| 1     | Australien             | Jason Doyle Max Fricke Chris Holder                  | 24     |
| 2     | Polen                  | Patryk Dudek Maciej Janowski Bartosz Zmarzlik        | 23     |
| 3     | Schweden               | Antonio Lindback Fredrik Lindgren Peter Ljung        | 20     |
| 4     | Deutschland            | Lukas Fienhage Kai Huckenbeck Erik Riss              | 17     |
| 5     | Russland               | Andrei Kudriashov Viktor Kulakov Emil Saytfudinov    | 16     |
| 6     | Dänemark               | Kenneth Bjerre Niels Kristian Iversen Michael Jensen | 15     |
| 7     | Vereinigtes Königreich | Danny King Robert Lambert Steve Worrall              | 11     |

|  | Qualifikation für das Finale   |
|  | Qualifikation für das Race-Off |

### Finalrunde

#### Race Off
Donnerstag, 29. Juli 2017 20:45 Uhr
Polen konnte sich als Sieger des Race Off für das Finale qualifizieren, Schweden gewann durch die Niederlage die Bronzemedaille.
| Platz | Land     | Athlet           | Punkte |
| ----- | -------- | ---------------- | ------ |
| 1     | Schweden | Antonio Lindback | 3      |
| 2     | Polen    | Bartosz Zmarzlik | 2      |
| 3     | Polen    | Maciej Janowski  | 1      |
| 4     | Schweden | Fredrik Lindgren |        |

#### Finale
Donnerstag, 29. Juli 2017 20:50 Uhr
| Platz | Land       | Athlet           | Punkte |
| ----- | ---------- | ---------------- | ------ |
| 1     | Polen      | Bartosz Zmarzlik | 3      |
| 2     | Polen      | Maciej Janowski  | 2      |
| 3     | Australien | Max Fricke       | 1      |
| 4     | Australien | Jason Doyle      |        |

### Endplatzierung
| Platz | Nation                 | Namen                                                |
| ----- | ---------------------- | ---------------------------------------------------- |
| 1     | Polen                  | Patryk Dudek Maciej Janowski Bartosz Zmarzlik        |
| 2     | Australien             | Jason Doyle Max Fricke Chris Holder                  |
| 3     | Schweden               | Antonio Lindback Fredrik Lindgren Peter Ljung        |
| 4     | Deutschland            | Lukas Fienhage Kai Huckenbeck Erik Riss              |
| 5     | Russland               | Andrei Kudriashov Viktor Kulakov Emil Saytfudinov    |
| 6     | Dänemark               | Kenneth Bjerre Niels Kristian Iversen Michael Jensen |
| 7     | Vereinigtes Königreich | Danny King Robert Lambert Steve Worrall              |

## Medaillenspiegel
| Medaillenspiegel | Medaillenspiegel | Medaillenspiegel | Medaillenspiegel | Medaillenspiegel | Medaillenspiegel |
| Platz            | Land             | G                | S                | B                | Gesamt           |
| ---------------- | ---------------- | ---------------- | ---------------- | ---------------- | ---------------- |
| 01               | Polen            | 1                | 0                | 0                | 1                |
| 02               | Australien       | 0                | 1                | 0                | 1                |
| 03               | Schweden         | 0                | 0                | 1                | 1                |
| Total            | Total            | 1                | 1                | 1                | 3                |